# Hyosung
KR Motors Co., Ltd., conocido simplemente como Hyosung, es una empresa surcoreana fabricante de motocicletas. Fundada en 1978, comenzó produciendo diseños de Suzuki con licencia para el mercado de Corea del Sur hasta que en 1986 establecieron su propio centro de diseño y desarrollo. Al año siguiente comenzaron con la producción en masa de sus propios diseños.
Desde su vínculo técnico con la Corporación Suzuki en 1979, Hyosung Motores y Maquinaria la S.A. ha seguido con la producción de motocicletas y componentes de alta calidad. La empresa también se especializa en la producción de componentes para el automóvil. Equipado con una capacidad de producción anual de 200.000 motocicletas, Hyosung pone a la venta sus productos en los mercados domésticos y de ultramar. Hyosung Motores y Maquinaria la S.A., es el exportador nacional más grande de motocicletas y supone aproximadamente el 40 por ciento del mercado interior coreano. 
Hyosung Motores y Maquinaria la S.A. exporta varios estilos de motocicleta como " el Crucero II ", " GF 125 ", " Midas 110 ", " la Grand Prix ", " la Sense ", " el Taxi Súper ", " el Ez 100 ", " Prima " etc. a más de 60 países, entre los que se encuentran Alemania, Brasil y China, que son los principales países de exportación de Hyosung.
Los Motores de Hyosung y la Maquinaria la S.A. son una empresa internacionalmente con una amplia variedad de artículos desarrollados para satisfacer las exigencias de sus clientes. El éxito de motores de Hyosung ha sido atribuido a sus instalaciones de producción avanzadas.
Al mismo tiempo, Hyosung Motores ayuda en el avance de la industria de maquinaria con el desarrollo de productos de alta calidad relacionados con la industria del automóvil.
La División de Producción de Motocicleta de Corporación Daesung comenzó a fabricar motocicletas de alta calidad en 1990 con la ayuda tecnológica de Motores Hyosung y Maquinaria la S.A.. Esta división tiene una capacidad de producción real de 65.000 unidades cada año.
Hyosung tiene una consideración privilegiada por el R&D, y dada su importancia mantiene en plantilla a 90 ingenieros altamente cualificados en el departamento de R&D, que todos los años presentan 2 o 3 nuevos modelos.
La capacidad anual de producción es de 230.000 motores y 200.000 chasis. Hyosung dispone de motores propios V-Twin de 125 cc., 250 cc. y 650 cc.
En 2007 S&T MOTORS CO. LTD. incorpora HYOSUNG a su grupo de empresas para reforzar su posicionamiento en los mercados internacionales. Este auge en el mercado de motocicletas surge gracias a que todos los modelos Hyosung están avalados con el Certificado de Calidad ISO 9001 por el TUV Rheiland en Alemania y por la Directiva Europea de Homologaciones 2002/24/CE de la UE.
La filial japonesa de Hyosung comenzó a producir diseños de motocicletas Suzuki en virtud de una licencia para el mercado coreano en Changwon, Corea del Sur, en 1979. En 1986 establecieron su propio centro de investigación y desarrollo en Hamamatsu, Japón, y al año siguiente comenzaron la producción en masa de sus propios diseños. Fue la marca oficial de motocicletas proveedora para los Juegos Olímpicos de 1988 en Seúl. En 2003, Hyosung Motors & Maquinaria Inc. fue creada desde el Grupo Hyosung para convertirse en su propia empresa. En junio de 2007, Hyosung Motor División fue adquirida por la empresa coreana Motores S & T (Ciencia y Tecnología). 
Recientemente se han expandido desde su tradicional negocio de la motocicleta más simple y eficaz para los desplazamientos en el altamente competitivo mercado de recreo. Esto incluye la adición de los modelos con motor de grandes desplazamientos, hasta 650cc (con modelos de 1000cc previsto), y en la ampliación de los mercados desarrollados como Australia, Europa del Norte y los Estados Unidos.

## Modelos en producción (Año 2012)

### Deportivas
- GT 125 R
- GD Exiv 260 R
- GT 250 Ri
- GT 650 Ri

### Naked
- GT 125
- GT 250 EFI
- GD 250N EXIV
- GT 650 i

### Custom
- Aquila GV125
- Aquila GV250i
- Aquila GV650i
- ST7

### Offroad
- RX 125 D
- RX 125 SM
- Karion RT 125 D

## Modelos fuera de producción (Anteriores a 2011)

### Deportiva
- Comet GT 650R´ixc

### Scooters
- SF50 "Prima"
- SF50R "Rally"
- Grand Prix 125 4T
- Exceed 150

### ATVs
- TE50 "WOW50""
- TE100 "WOW100""

- Datos: Q483190
- Multimedia: Hyosung motorcycles / Q483190